# Деньги или позор
«Деньги или позор» — российское комедийное ток-шоу с участием звёзд, производства компании «Comedy Club Production», выходившее на телеканале ТНТ4 с 20 июля 2017 по 26 ноября 2018 года. 
Ведущий — известный комик Дядя Витя.

## Формат шоу
Программа представляет собой юмористическое ток-шоу с элементами игровых испытаний. В каждом выпуске приглашённые знаменитости проходят через серию ироничных или провокационных вопросов. За честный ответ — денежное вознаграждение, за отказ — потеря денег. Главный вопрос — «деньги или позор».Участники могут выиграть до 1 000 000 рублей.
Заглавный трек шоу написал рэпер "L'One" (Леван Горозия), о чём сообщило издание «7 Дней» в анонсе проекта.
Официальный промо-ролик «L’One feat. Дядя Витя» – Деньги или Позор» опубликован на YouTube.
Ролик представляет собой динамичный анонс шоу сопровождающий музыкальный саундтрек и атмосферу проекта.

## История создания
Шоу было анонсировано летом 2017 года и стартовало 20 июля 2017 года на телеканале ТНТ4 как новый развлекательный формат от Comedy Club Production.
Проект позиционировался как комедийное ток-шоу с элементами игровых испытаний, что стало свежим решением в линейке канала. Идея заключалась в сочетании юмора, провокационных вопросов и интерактивного формата, чтобы привлечь молодую аудиторию.
Шоу быстро завоевало внимание благодаря уникальному формату и приглашённым звёздам российского шоу-бизнеса. За время существования проекта было выпущено 25 эпизодов в четырёх сезонах. Несмотря на успех, проект завершился в конце 2018 года, чему способствовали внутренние изменения в стратегии телеканала.

## Производство
Производство осуществляла компания Comedy Club Production, часть медиахолдинга «Газпром‑Медиа». Съёмки проходили в павильонах ТНТ4 в Москве в цифровом формате 16:9 с современным оборудованием.
Промо-анонс первого сезона вышел 27 июня 2017 года на Telesputnik, уведомляв об официальной премьере шоу 20 июля.

## Рейтинги
По данным MyShows (сервис на основе оценок зрителей):
| Сезон | Число эпизодов | Средняя оценка |
| ----- | -------------- | -------------- |
| 1     | 9              | 3,827          |
| 1     | 8              | 3,793          |
| 3     | 4              | 3,772          |
| 4     | 4              | 3,555          |

Любимый эпизод сериала — выпуск 12 (Елена Беркова) со средней оценкой 4,01. Данные по сезонам:
- **Сезон 1** — 3,8266[9]
- **Сезон 2** — 3,7935[10]
- **Сезон 3** — 3,7722[11]
- **Сезон 4** — 3,5552[12]

Общая средняя оценка проекта — 3,767 балла.

## Закрытие шоу
Финальный выпуск вышел 26 ноября 2018 года, гостем стал комик Стас Старовойтов и «ТелеСпутник», проект завершился из-за напряжённых отношений между ведущим и руководством телеканала ТНТ4.

## Сезоны и выпуски

### Сезоны
| Сезон | Даты выхода                     | Количество выпусков |
| ----- | ------------------------------- | ------------------- |
| 1     | 20 июля 2017 — 14 сентября 2017 | 9                   |
| 2     | 15 января 2018 — 5 марта 2018   | 8                   |
| 3     | 23 июля 2018 — 13 августа 2018  | 4                   |
| 4     | 5 ноября 2018 — 26 ноября 2018  | 4                   |

### Сезон 1 (2017)
| № | Гость               | Дата выхода      |
| - | ------------------- | ---------------- |
| 1 | Тимур Батрутдинов   | 20 июля 2017     |
| 2 | Тимур Родригез      | 27 июля 2017     |
| 3 | Станислав Ярушин    | 3 августа 2017   |
| 4 | Настасья Самбурская | 10 августа 2017  |
| 5 | Мигель              | 17 августа 2017  |
| 6 | Вадим Галыгин       | 24 августа 2017  |
| 7 | Екатерина Варнава   | 31 августа 2017  |
| 8 | Стас Костюшкин      | 7 сентября 2017  |
| 9 | Гавр Гордеев        | 14 сентября 2017 |

### Сезон 2 (2018)
| №  | Гость             | Дата выхода     |
| -- | ----------------- | --------------- |
| 10 | Александр Ревва   | 15 января 2018  |
| 11 | Роман Юнусов      | 22 января 2018  |
| 12 | Елена Беркова     | 29 января 2018  |
| 13 | Азамат Мусагалиев | 5 февраля 2018  |
| 14 | Ольга Серябкина   | 12 февраля 2018 |
| 15 | Прохор Шаляпин    | 19 февраля 2018 |
| 16 | Надежда Сысоева   | 26 февраля 2018 |
| 17 | Александр Гудков  | 5 марта 2018    |

### Сезон 3 (2018)
| №  | Гость           | Дата выхода     |
| -- | --------------- | --------------- |
| 18 | Максим Фадеев   | 23 июля 2018    |
| 19 | Тарзан          | 30 июля 2018    |
| 20 | Роман Попов     | 6 августа 2018  |
| 21 | Марина Федункив | 13 августа 2018 |

### Сезон 4 (2018)
| №  | Гость            | Дата выхода    |
| -- | ---------------- | -------------- |
| 22 | Яна Кошкина      | 5 ноября 2018  |
| 23 | Антон Шастун     | 12 ноября 2018 |
| 24 | Николай Соболев  | 19 ноября 2018 |
| 25 | Стас Старовойтов | 26 ноября 2018 |